# Vasilikí Katrivánou
Vasilikí Katrivánou (en grec Βασιλική Κατριβάνου), née en 1967 à Athènes, est une femme politique grecque.

## Biographie
Aux élections législatives grecques de janvier 2015, elle est élue députée au Parlement grec sur la liste de la SYRIZA dans la deuxième circonscription d'Athènes.